# Hans Hellmich
Hans Hellmich (* 8. August 1904 in Weimar; † 3. April 1970 in Weimar) war ein deutscher Politiker (SPD/SED).

## Leben
Hellmich entstammte einer bildungsbeflissenen Handwerkerfamilie. Sein Vater war Stuckateur und leitete u. a. eine Volksbuchhandlung. Nach dem Besuch der Volksschule erlernte er den Beruf des Zimmerers und war ab 1920 in einer sozialdemokratisch orientierten Bauhütte tätig. 1925 war er bei der Allgemeinen Ortskrankenkasse (AOK) von Weimar beschäftigt. 1918 trat er der Sozialistischen Arbeiterjugend (SAJ) und 1923 der Sozialdemokratischen Partei Deutschlands (SPD) bei. Nach einigen Jahren der Arbeitslosigkeit besuchte er die sozialistische Heimvolkshochschule Tinz. Danach betätigte er sich als Werber für die Thüringische Verlagsanstalt. 1930 wurde er Vorsitzender des SPD-Ortsvereins von Weimar. Von Juli 1931 an arbeitete er als hauptamtlicher Sekretär der SAJ und der „Kinderfreunde“ in Thüringen.
Nach der Machtergreifung der NSDAP 1933 orientierte er sich bei der Aktion „Neu Beginnen“. Dabei geriet er ins Visier der Gestapo und wurde von 1934 bis 1936 inhaftiert. Nach einer weiteren Zeit der Arbeitslosigkeit wurde er zur Arbeit in der Weimarer Stadtverwaltung dienstverpflichtet. Illegal beteiligte er sich an einer Gesprächsgruppe sozialdemokratischer Ehepaare. 1942 wurde er zur Strafdivision 999 eingezogen, von der er sich bei Kriegsende unbemerkt entfernte.
Nach der Befreiung vom Nationalsozialismus 1945 wurde er Mitglied im Bund demokratischer Sozialisten (BDS) bzw. danach in der SPD. Am 17. Januar 1946 hielt er eine Rede auf einer Funktionärsversammlung der Ortsgruppen beider Parteien im Saal des Volkshauses zur Vorbereitung der Vereinigung von SPD und KPD. Im gleichen Jahr wurde er einer der Bürgermeister von Weimar und beteiligte sich an einem Ausschuss zur Vorbereitung der Vereinigung der Arbeiterparteien. Nach einem Besuch der Landesparteischule 1950 wurde er Abteilungsleiter für Kultur beim Rat des Bezirkes Erfurt und ab 1954 Sekretär der Gesellschaft für Deutsch-Sowjetische Freundschaft (DSF) des Bezirkes. Seine letzte berufliche Station war die eines Leiters für Kultur im Stadtbezirk Erfurt-Nord.